# Блумфілд (округ Волворт, Вісконсин)
Блумфілд (англ. Bloomfield) — місто (англ. town) в США, в окрузі Волворт штату Вісконсин. Населення — 1778 осіб (2020).

## Демографія
Згідно з переписом 2010 року, у місті мешкало 6278 осіб у 2292 домогосподарствах у складі 1616 родин. Було 2747 помешкань
Расовий склад населення:
| - 91,2 % — білих - 1,4 % — чорних або афроамериканців - 0,4 % — корінних американців - 0,4 % — азіатів - 4,3 % — осіб інших рас |

До двох чи більше рас належало 2,2 %. Частка іспаномовних становила 11,1 % від усіх жителів.
За віковим діапазоном населення розподілялося таким чином: 27,7 % — особи молодші 18 років, 62,6 % — особи у віці 18—64 років, 9,7 % — особи у віці 65 років та старші. Медіана віку мешканця становила 36,5 року. На 100 осіб жіночої статі у місті припадало 105,5 чоловіків;  на 100 жінок у віці від 18 років та старших — 100,1 чоловіків також старших 18 років.
Середній дохід на одне домашнє господарство  становив 74 033 долари США (медіана — 51 436), а середній дохід на одну сім'ю — 80 653 долари (медіана — 56 250). Медіана доходів становила 42 188 доларів для чоловіків та 32 130 доларів для жінок. За межею бідності перебувало 18,8 % осіб, у тому числі 27,0 % дітей у віці до 18 років та 4,7 % осіб у віці 65 років та старших.
Цивільне працевлаштоване населення становило 727 осіб. Основні галузі зайнятості: освіта, охорона здоров'я та соціальна допомога — 20,5 %, виробництво — 19,4 %, мистецтво, розваги та відпочинок — 13,5 %, роздрібна торгівля — 11,3 %.